# Arada (Ovar)
Arada is een plaats (freguesia) in de Portugese gemeente Ovar en telt 3430 inwoners (2001).